# Кровотеча
Кровотеча (лат. haemorrhagia) — це витікання крові із кровоносних судин при порушенні їхньої цілісності (пошкодження, порушення проникливості).

## Види кровотеч

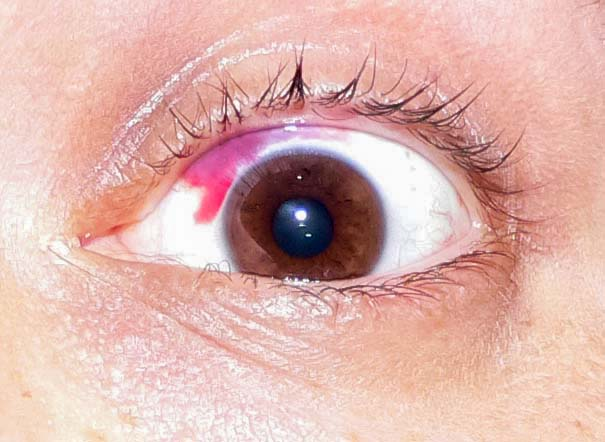
Субкон'юнктивальний крововилив є поширеним і відносно незначним пост-LASIK ускладненням.

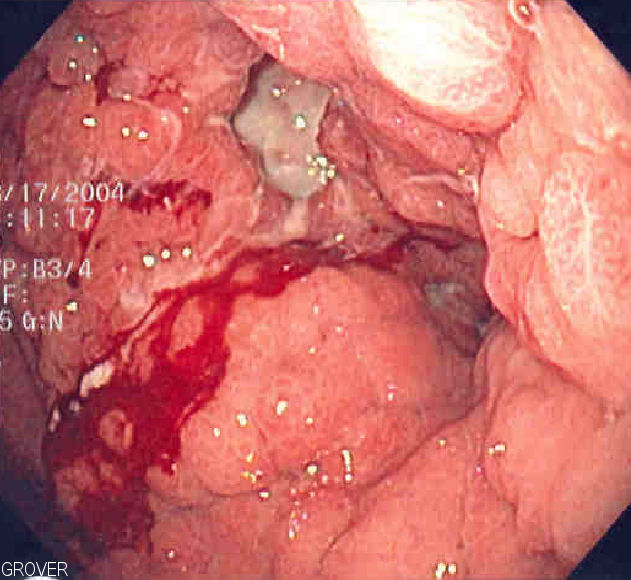
Ендоскопічне зображення раку шлунка, відомого як linitis plastica. Можливе виникнення кровотечі, як це видно на цьому зображенні.

I. Анатомічна (тип ушкодженої судини):
- артеріальна
- венозна
- капілярна
- паренхіматозна
- комбінована (поєднана)

II. Стосовно зовнішнього середовища:
- зовнішні
- внутрішні
- змішана
- прихована

III. Клінічна (за проявами щодо інтенсивності кровотечі та об'єму крововтрати): легка, середня, важка
Причиною кровотечі може бути ушкодження судин: внаслідок травмування (укол, поріз, удар, розрив-відрив, «ушкоджуючий» вплив хімічних та фізичних факторів), внаслідок захворювань (виразкова хвороба, артеріальна гіпертензія, і т. д.); рідше- через «випотівання» крові крізь стінку судини.
Розрізняють кровотечі зовнішні й внутрішні (кров виливається із внутрішніх органів в сусідні тканини чи порожнини) та приховані (коли яскравих клінічних ознак кровотечі немає, але кровотеча триває).
Інтенсивність кровотечі та об'єм втраченої крові залежить від кількості ушкоджених судин, їхнього калібру, виду ушкодженої судини (артерія, вена, капіляр), рівня артеріального тиску, стану системи згортання крові, стану самого постраждалого чи пацієнта до того як почалась кровотеча. При значній крововтраті розвивається геморагічний шок.
Класифікація кровотеч Американської Колегії хірургів (P.L.Marino, 1998):
| Клас | Клінічні ознаки                                               | Об'єм крововтрати, % від ОЦК |
| ---- | ------------------------------------------------------------- | ---------------------------- |
| I    | Ортостатична тахікардія                                       | 15                           |
| II   | Ортостатична гіпотензія                                       | 20-25                        |
| III  | Артеріальна гіпотензія в положенні лежачи на спині, олігоурія | 30-40                        |
| IV   | Порушення свідомості, колапс                                  | понад 40                     |

## Клінічна характеристика

### Артеріальна кровотеча
При цьому виді кровотеч кров яскраво-червоного кольору, викидається з рани сильним пульсувальним струменем. Ця кровотеча найнебезпечніша і дуже інтенсивна. В такій ситуації зупинити кров можна тільки способом накладання артеріального джгута вище місця поранення. Є місця, де накласти джгут неможливо, в таких випадках використовують пальцеве перетискання, тампонаду, чи навіть стискальну пов'язку.  Варто не забувати про те, що під джгут необхідно підкладати шматок м'якої тканини, щоб запобігти пошкодженню шкірного покриву та обов'язково занотувати аркуш з точно вказаним часом (год. хв.) накладання джгута. Влітку (при високій температурі повітря) час тримання джгуту у нерухомому положенні може досягати 1,5 — 2 год. Після закінчення можливого часу джгут необхідно поступово відпустити і через 5-10 секунд, за необхідності накласти знову на повторний час (якщо кровотеча відновлюється). Взимку (при низьких температурах повітря) максимальна тривалість накладання джгуту може сягати до 1 год. Звільнення від джгута проводимо таким же чином, як і у першому випадку.

### Венозна кровотеча
При цьому виді кровотеч кров, темно-вишневого кольору, витікає менш інтенсивно, рідко має загрозливий характер. Однак потрібно пам'ятати, що при пораненні вен шиї і грудної клітки є небезпека виникнення в судинах негативного тиску під час глибокого вдиху. Пухирці повітря, проникаючи з потоком крові в серце, можуть викликати повітряну емболію — закупорку кровоносних судин (наприклад серця, легень)та стати причиною смерті. В такій ситуації припинити кровотечу можна методом пальцевого перетискання, стискальної пов'язки,  або накладання артеріального джгута. Методика накладання джгута така ж сама, як і при його накладанні у випадку артеріальної кровотечі. Застосування венозного джгута для зупинки кровотечі є малоефективним.

### Капілярна кровотеча
Цей тип кровотеч спостерігається при неглибоких порізах шкіри, саднах. Завдяки зсіданню крові капілярна кровотеча припиняється самостійно. Варто лише використати певні антисептичні засоби чи засоби з вмістом спирту для дезінфекції ушкодженої ділянки покриву.

### Паренхіматозна кровотеча
Паренхіматозна кровотеча виникає в разі пошкодження печінки, нирок, селезінки і завжди небезпечна для життя. Самостійної зупинки кровотечі майже ніколи не відбувається.
У деяких випадках кровотеча може стати небезпечною не через кількість крові, яка витікає з ушкодженої судини, а внаслідок того, що кров викликає стискування життєво важливих органів. Так, скупчення крові в ендокарді може призвести до стискування серця (тампонаді) та його зупинки, а скупчення крові в порожнині черепа призведе до стиснення мозку й смерті. При крововиливах у міжтканинні простори утворюються гематоми. Кровотечі небезпечні тим, що зі зменшенням кількості циркулюючої крові погіршується діяльність серця, що своєю чергою, знижує постачання кисню до життєво важливих органів (мозок, серця, нирок, печінки). Це прискорює розвиток термінальних станів.

## Оцінка ступеня крововтрати
Важливим етапом допомоги при кровотечі є оцінка ступеня крововтрати, що дозволить надати адекватну допомогу пораненому чи постраждалому.

## Перша допомога
Усі методи зупинки кровотеч поділяють на дві великі групи: 
- тимчасові
- кінцеві (завершальні)

Перша медична допомога передбачає застосування тимчасових методів зупинки кровотечі, які легко і швидко виконати, рятуючи життя постраждалим чи пораненим.
В умовах подання першої допомоги можлива тільки тимчасова або попередня зупинка кровотечі на період, необхідний для доставляння потерпілого до лікувального закладу. Найшвидший та доступний спосіб тимчасової зупинки артеріальної кровотечі — пальцеве притискування артерії до кістки центральніше місця поранення.

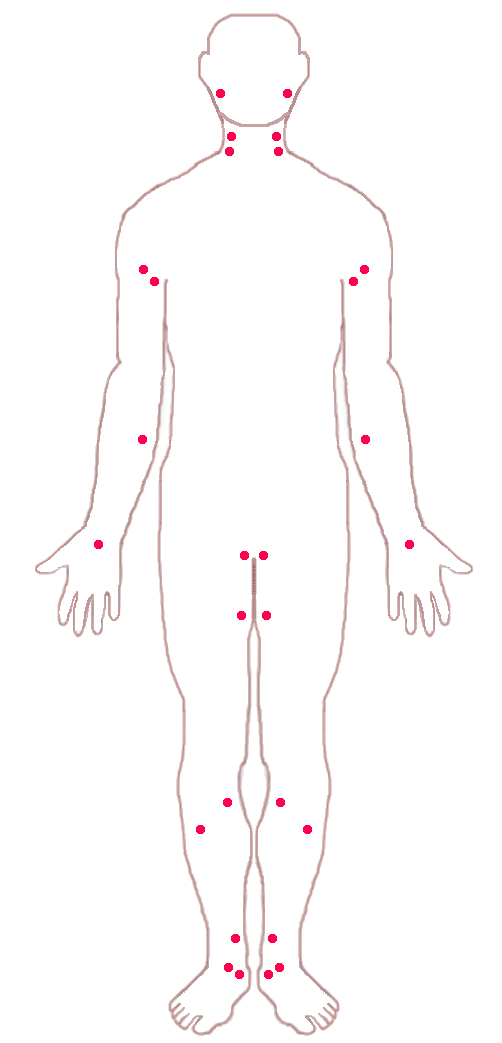
Точки пальцевого перетискання при артеріальних кровотечах

1. Скронева артерія. Її притискують одним пальцем до скроневої кістки спереду вушної раковини на 1-1,5 см від неї при кровоточивих ранах голови.
2. Нижньощелепну артерію притискують одним пальцем до кута нижньої щелепи при кровоточивих ранах на обличчі.
3. Сонна артерія. Цю артерію притискують нижче (ближче до серця) її поранення до шийних хребців. Потім накладають стискальну пов'язку, під яку на пошкоджену артерію підкладають щільний валик з бинта, стерильних серветок або вати.
4. Підключична артерія. її притискують до першого ребра в ямці над ключицею, коли кровоточива рана розташована високо на плечі, в області плечового суглоба або в пахвинній впадині.
5. Пахвова артерія. Її притискують до голівки плечової кістки, при рані в ділянці середньої або нижньої третини плеча, для цього, опираючись одним пальцем на верхню поверхню плечового суглоба, іншими пальцями здавлюють артерію.
6. Плечову артерію притискують до плечової кістки з внутрішньої сторони плеча збоку від двоголового м'яза, якщо рана розташована в нижній третині плеча або на передпліччі.
7. Променеву артерію притискують до кістки, що розташована під судиною в ділянці зап'ястка великого пальця при пошкодженні артерії кисті.
8. Стегнову артерію притискують в паховій ділянці до лобкової кістки таза шляхом натиснення кулаком.
9. Підколінну артерію притискують в ділянці підколінної ямки при рані гомілки або стопи, для чого великі пальці кладуть на передню поверхню колінного суглоба, а іншими притискують артерію до кістки.
10. Артерії тилу стопи можна притиснути до кісток стопи що розташовані під судинами, а потім накласти стискальну пов'язку. За сильних кровотеч накласти джгут на ділянку гомілки.

Притискування артерій пальцем вимагає значних зусиль. Навіть фізично сильна і добре підготована людина може здійснювати його не більше ніж 15 — 20 хвилин. Тому, зробивши пальцеве притискування судини, необхідно накласти джгут, закрутку або стерильну стискальну пов'язку. Імпровізованим джгутом може слугувати закручена хустка, відірваний рукав чи штанка, хустка або ремінь.
Ніколи не використовуйте як закрутку волосінь, капронову нитку, тонкий дріт, шнурки від взуття, вузькі ремені (менше 3 см ширини). Ними можна перерізати м'які тканини, через травматичний характер за рахунок великого тиску при малій площі контакту, та ризику унеможливлення повного подальшого функціонування кінцівки.
Щоб через кілька днів на місці травми не утворилася інфікована рана, потрібно правильно обробити її в момент ушкодження (або якомога швидше після травми) — туалет рани. Перед обробкою рани треба вимити руки з милом і протерти їх спиртом. Рану можна промивати тільки 3 % розчином перекису водню (або кип'яченою водою з милом). Шкіру навколо рани можна протерти етиловим спиртом (горілкою, самогоном, розчином йоду), не допускаючи потрапляння рідини в рану, тому що, потрапивши в рану, дія йоду або спирту викличе загибель живих клітин та ускладнить загоєння. Перед накладанням пов'язки не кладіть на рану вату, тому що ватяні волокна присохнуть до поверхні рани і потім видалити їх буде дуже складно.